# Quadtstraße 23 (Mönchengladbach)

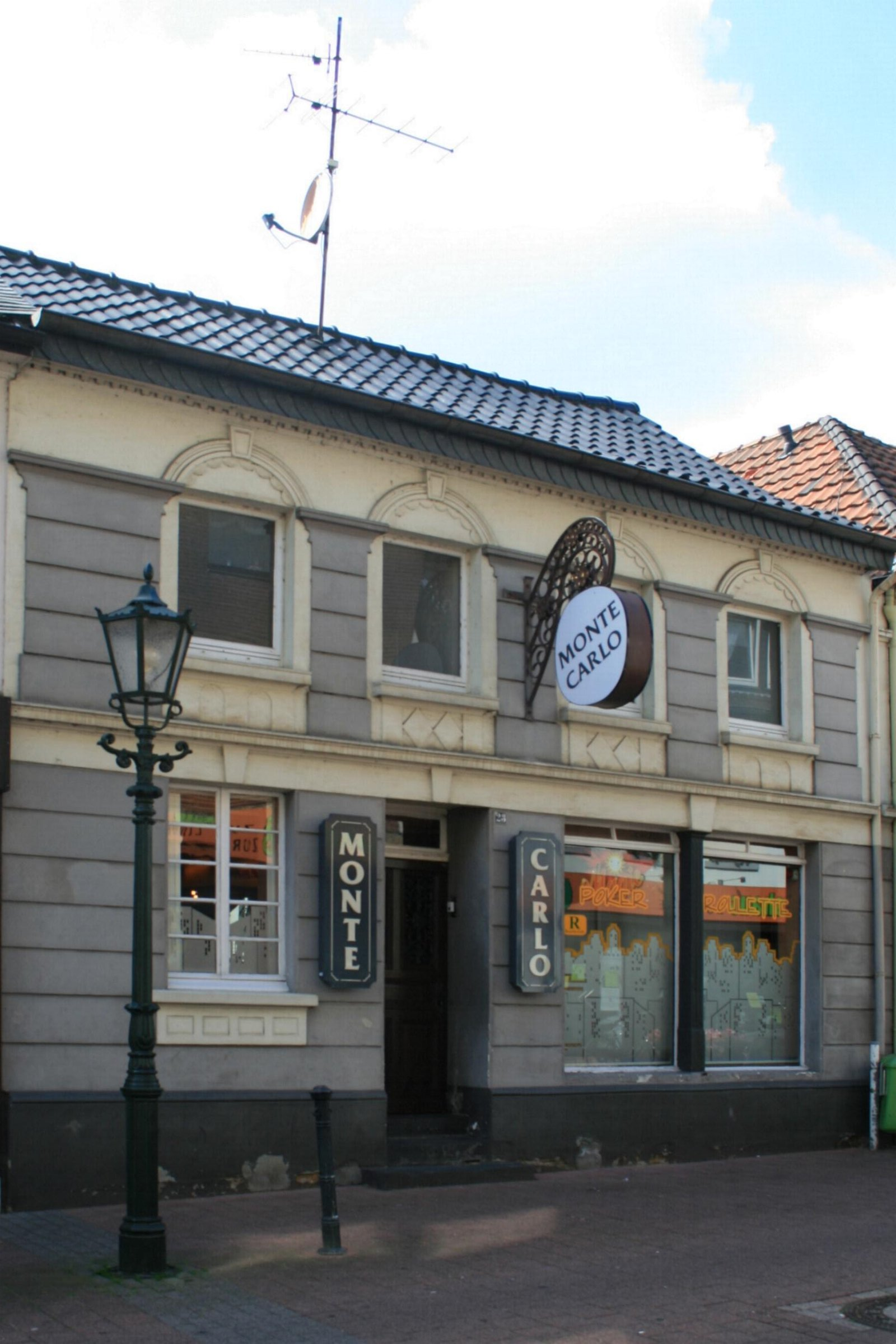
Wohngeschäftshaus (2010)

Das Wohngeschäftshaus Quadtstraße 23 steht im Stadtteil Wickrath in Mönchengladbach (Nordrhein-Westfalen).
Das Gebäude wurde um die Jahrhundertwende erbaut. Es wurde unter Nr. Q 003 am 2. Juni 1987 in die Denkmalliste der Stadt Mönchengladbach eingetragen.

## Architektur
Es handelt sich um ein traufständiges in zwei zu vier Achsen errichtetes Gebäude aus der Zeit der Jahrhundertwende. Die Fassade wird über horizontale Putzlineaturen und Stockwerkgesimse geprägt. Ein flachgeneigtes Satteldach mit vorkragenden Holzkastengesims schließt das Gebäude ab. Das Haus ist aus stadtteilhistorischen und architekturgeschichtlichen Gründen denkmalwert.